# Borough de la Lliw Valley
Le borough de la Lliw Valley (borough of Lliw Valley en anglais) est une ancienne zone de gouvernement local de deuxième niveau du pays de Galles.
Créé au 1er avril 1974 au sein du comté du West Glamorgan par le Local Government Act 1972, il est aboli le 31 mars 1996 en vertu du Local Government (Wales) Act 1994. Plusieurs parties de son territoire sont constitutives du borough de comté de Neath and Port Talbot et du comté de Swansea, institués à partir du 1er avril 1996.

## Géographie
Le territoire du borough relève du comté administratif du Glamorgan. Au 1er avril 1974, il constitue, avec les districts de l’Afan, de Neath et de Swansea, le comté du West Glamorgan, zone de gouvernement local de premier niveau créée par le Local Government Act 1972,.
Alors que le borough admet 59 146 habitants au recensement de 1981, 60 933 résidents sont comptabilisés lors du recensement de 1991. La superficie du territoire du borough est évaluée à 52 818 acres en 1978,,.

## Toponymie
Simplement défini par un ensemble de territoires par le Local Government Act 1972, le district prend le nom officiel de Lliw Valley en vertu du Districts in Wales (Names) Order 1973, un décret en Conseil du 8 janvier 1973 pris par le secrétaire d’État pour le Pays de Galles,.
Ainsi, le borough tient son appellation de la Vallée de la Lliw (Lliw Valley en anglais), qui elle-même tire son nom du cours d’eau de la Lliw.

## Histoire
Le district de la Lliw Valley est érigé au 1er avril 1974 à partir des territoires suivants, :
- le district urbain de Llwchwr ;
- et le district rural de Pontardawe.

Alors que les différentes zones de gouvernement local sont abolies par le Local Government Act 1972, le statut de borough est conféré au nouveau district par un décret en Conseil du 25 janvier 1974, avec une entrée en vigueur au 1er avril suivant. Dès lors, il est permis à la zone de gouvernement local de s’intituler « borough de la Lliw Valley » (borough of Lliw Valley en anglais) tandis que son assemblée délibérante prend le nom de « conseil de borough de la Lliw Valley » (Lliw Valley Borough Council en anglais) au sens de la section 21 du Local Government Act 1972,.
Le district est aboli au 31 mars 1996 par le Local Government (Wales) Act 1994, son territoire relevant désormais du borough de comté de Neath and Port Talbot et du comté de Swansea au sens de la loi.

### Note
1. ↑  Au sens littéral, il peut être traduit en français par « district de la Vallée-de-la-Lliw ».